# Mycodiplosis rotundata
Mycodiplosis rotundata är en tvåvingeart som beskrevs av Ephraim Porter Felt 1908. Mycodiplosis rotundata ingår i släktet Mycodiplosis och familjen gallmyggor.
Artens utbredningsområde är New York. Inga underarter finns listade i Catalogue of Life.